# David Ancillon
Pour les articles homonymes, voir David Ancillon (1670-1723) et Ancillon.
David Ancillon l'Ancien (18 mars 1617 à Metz - 3 septembre 1692 à Berlin), est un théologien protestant français. Il émigra à Berlin après la révocation de l'édit de Nantes.

## Biographie
Fils d’un juriste, David Ancillon voit le jour à Metz, alors ville sous protection du roi de France, le 18 mars 1617. Il est issu d'une lignée de notables protestants lorrains. L'un des membres de sa famille, Georgin Ancillon, était déjà une figure importante de l’Église messine à ses premières heures, puisqu’il est désigné comme l'un de ses principaux membres, à la fois fondateur et conducteur par Charles Ancillon.
Alors qu’il n’a que 9 ans, le jeune David est envoyé au collège. Or le seul établissement de ce type est tenu par les Jésuites. Ceux-ci remarquent rapidement les qualités oratoires et érudites du garçon et tentent à plusieurs reprises de le convertir au catholicisme. Mais ils se voient opposer la résistance farouche d’un David Ancillon qui se destine à la prédication.
David Ancillon part étudier la théologie protestante à Genève en 1633 et dès 1641, au synode de Charenton, il est reçu ministre et installé à Meaux.
Très apprécié de ses fidèles, il part pourtant dès 1653 pour devenir l’un des quatre pasteurs de l’Église de Metz. Il y restera 32 ans. Il y côtoie le célèbre Paul Ferry puis, à la mort de celui-ci, il devient le plus influent des ministres de la prestigieuse communauté messine. Grand amateur de livres, il n’écrit lui-même qu’assez peu, mais ses ouvrages, comme l’Apologie de Luther, Zwingle, Calvin et Bèze, ou sa Vie de Guillaume Farel sont célèbres.
En 1685, lors de la révocation de l'édit de Nantes, il est contraint de quitter Metz. Il se dirige alors vers Francfort-sur-le-Main, puis il trouve une place de prédicant à Hanau. Mais dès 1686 il part, lors de l’émigration messine à Berlin à la suite de la révocation de l'édit de Nantes, pour Berlin dont le Grand Électeur le reçoit comme ministre de l’Église française et de la Cour. David Ancillon peut voir son fils homonyme lui succéder, comme ministre, et son fils aîné Charles, devenir juge des Français de Berlin et se faire une place honorable dans la République des Lettres.
David Ancillon décéda le 3 septembre 1692, à Berlin dans le margraviat de Brandebourg.
La vie de David Ancillon est particulièrement bien connue grâce à l’ouvrage de son fils Charles, rédigé en 1698 et titré Discours sur la vie de feu M. Ancillon et ses dernières heures. Le descendant de David, Jean-Pierre Frédéric Ancillon, est devenu au XIXe siècle un écrivain célèbre et ministre des Affaires étrangères de Prusse.